# Стронгила
Стронгила (тур. Strongilah, пом. 1548) — османська ділова жінка караїмського походження. Була впливовою фавориткою і кірою (бізнес-агенткою) Хафси Султан та, можливо, Роксолани.

## Життєпис
Була дочкою караїма Еліяха Гібора з Криму. Є першою кірою в султанському гаремі, про яку збереглася хоч якась інформація. Вона виконувала роль посередниці, забезпечуючи жінок гарему предметами розкоші, ліками й передаючи листи, і стала улюбленою кірою Хафси Султан. У 1520 році Хафса отримала титул валіде-султан, матері й радниці владущого султана, і попросила свого сина надати нащадкам Стронгили право на свободу від будь-яких податків і право володіти рабами. Цей дозвіл був отриманий і продовжувався ще п'ять разів аж до 1867 року. Відомо, що Стронгила мала власну кімнату в гаремі, оскільки зазначалося, що пожежа в гаремі в 1541 році заподіяла їй особисті матеріальні втрати.
Через те, що кілька кір, як правило, працювало одночасно в султанському гаремі, і через те, що вони їх імена рідко записувалися в документах (зазвичай вони згадувалися як просто кіри або кіри-єврейки), вкрай важко ідентифікувати окремих кір і відокремити їх один від одного. У 1532 році Хафса Султан відправила кіру як посланника до венеціанського посла П'єтро Дзену, і хоча ім'я цієї кіри не згадується, швидше за все, нею була Стронгила. Можливо, вона була тією самою кірою, яка вилікувала хворобу очей неназваної матері султана і була щедро винагороджена за це.
Оскільки у Стронгили була своя кімната в гаремі в 1541 році, а Хафса Султан померла ще в 1534 році, вона, мабуть, продовжувала свою діяльність при гаремі й після її смерті. Можливо, вона була тією самою неназваною кірою, яка, як відомо, виконувала роль секретарки для Роксолани та була згадана у зв'язку з Міхрімах-султан (хоча Естер Хандалі також могла бути цією Кірою). Пізній період її кар'єри може частково збігатися з раннім етапом діяльності при султанському гаремі Естер Хандалі.
Стронгила прийняла іслам під ім'ям Фатми (Фатіми) незадовго до своєї смерті.